# لوتس إكلات
لوتس إكلات (بالإنجليزية: Lotus Eclat)‏ هي سيارة من تصنيع شركة لوتس (سيارات).